# Unió Demòcrata Independent

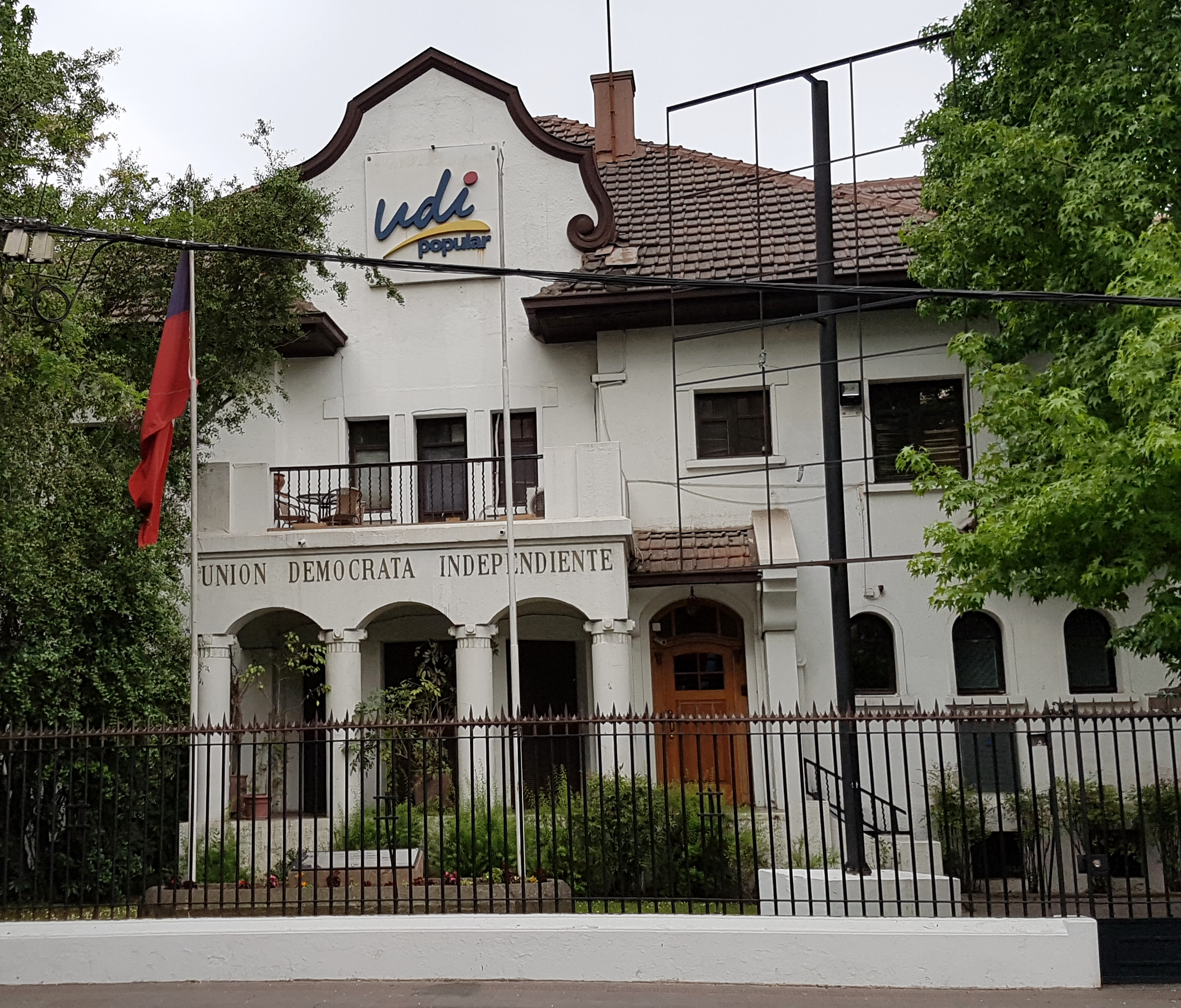
Seu nacional de l'UDI.

La Unió Demòcrata Independent (abreujat UDI. Oficialment en castellà Unión Demócrata Independiente) és un partit polític xilè de dreta, fundat com a moviment polític l'any 1983. El seu principal inspirador va ser l'advocat, polític i professor universitari Jaime Guzmán, senador des de 1990 fins al seu assassinat l'1 d'abril de 1991.
Al costat de Renovació Nacional (RN), Evolució Política (Evópoli) i el Partit Regionalista Independent Demòcrata (PRI) conforma la coalició política denominada Chile Vamos.

## Resultats electorals

### Eleccions parlamentàries
| Any  | Diputats  | Diputats | Diputats | Senadors  | Senadors | Senadors |
| Any  | Vots      | %        | Escons   | Vots      | %        | Escons   |
| ---- | --------- | -------- | -------- | --------- | -------- | -------- |
| 1989 | 667.369   | 9,17     | 11 / 120 | 347.445   | 5,11     | 2 / 47   |
| 1993 | 816.104   | 12,50    | 15 / 120 | 190.283   | 10,15    | 3 / 47   |
| 1997 | 837.736   | 14,45    | 17 / 120 | 728.680   | 17,19    | 5 / 49   |
| 2001 | 1.547.209 | 25,18    | 31 / 120 | 263.035   | 15,18    | 11 / 49  |
| 2005 | 1.456.430 | 22,34    | 33 / 120 | 1.028.925 | 21,56    | 9 / 38   |
| 2009 | 1.507.001 | 23,04    | 37 / 120 | 403.741   | 21,30    | 8 / 38   |
| 2013 | 1.174.411 | 18,92    | 29 / 120 | 662.447   | 14,69    | 8 / 38   |
| 2017 | 957.245   | 15,69    | 30 / 155 | 210.897   | 12,66    | 9 / 43   |
| 2021 | 671.502   | 10,61    | 23 / 155 | 354.833   | 7,62     | 9 / 50   |

No s'inclou independents en llistes de UDI o que posteriorment es van adherir al partit (Fonts: Ministerio del interior i TRICEL).

### Eleccions municipals
| Any  | Alcaldes  | Alcaldes  | Alcaldes | Regidors    | Regidors | Regidors    |
| Any  | Vots      | %         | Escons   | Vots        | %        | Escons      |
| ---- | --------- | --------- | -------- | ----------- | -------- | ----------- |
| 1992 |           |           | 10 / 334 | 652.954     | 10,19    | 184 / 1.748 |
| 1996 | 42 / 341  | 820.660   | 13,02    | 257 / 1.789 |          |             |
| 2000 | 45 / 341  | 1.040.349 | 15,97    | 229 / 1.783 |          |             |
| 2004 | 1.228.808 | 19,47     | 51 / 345 | 1.151.703   | 18,81    | 404 / 2.144 |
| 2008 | 1.275.653 | 20,05     | 58 / 345 | 840.929     | 15,09    | 351 / 2.146 |
| 2012 | 997.036   | 17,99     | 47 / 345 | 733.855     | 13,75    | 352 / 2.224 |
| 2016 | 707.715   | 14,79     | 53 / 345 | 732.455     | 16,12    | 391 / 2.240 |
| 2021 | 505.288   | 7,97      | 32 / 345 | 600.698     | 9,90     | 298 / 2.252 |
| 2024 | 694.668   | 5,94      | 22 / 345 | 1.038.097   | 10,10    | 353 / 2.252 |

Nota: Entre 1992 i 2000 es votava només per a elegir regidors. En 1992 va haver-hi alcaldes que van compartir la meitat del període amb un altre regidor. A partir de 2004 es realitzen les votacions d'alcalde i regidors per separat. Els resultats de l'elecció de regidors de 2016 inclou als independents secundats pel partit dins del pacte «Chile Vamos UDI-Independientes».

### Eleccions de consellers regionals
| Any  | Vots    | %     | Escons   |
| ---- | ------- | ----- | -------- |
| 2013 | 818.757 | 14,10 | 47 / 278 |
| 2017 | 945.290 | 16,26 | 52 / 278 |
| 2021 | 680.283 | 11,09 | 43 / 302 |
| 2024 | 990.047 | 10,19 | 37 / 302 |

### Eleccions de convencionals constituents
| Any  | Vots    | %    | Escons   |
| ---- | ------- | ---- | -------- |
| 2021 | 447.039 | 7,83 | 17 / 155 |

## Estructura

### Presidents
| Nom                         | Foto                 | Inici                  | Final                  |
| --------------------------- | -------------------- | ---------------------- | ---------------------- |
| Jaime Guzmán                |                      | 24 de setembre de 1983 | 29 d'abril de 1987     |
| Jaime Guzmán                | 22 d'octubre de 1988 | 7 de març de 1990      |                        |
| Julio Dittborn              |                      | 7 de març de 1990      | 19 de febrer de 1992   |
| Jovino Novoa                |                      | 19 de febrer de 1992   | 14 de juliol de 1994   |
| Jovino Novoa                | 14 de juliol de 1994 | 15 d'abril de 1998     |                        |
| Pablo Longueira             |                      | 15 d'abril de 1998     | 26 de maig de 2004     |
| Jovino Novoa                |                      | 26 de maig de 2004     | 1 de juliol de 2006    |
| Hernán Larraín              |                      | 1 de juliol de 2006    | 5 de juliol de 2008    |
| Juan Antonio Coloma Correa  |                      | 5 de juliol de 2008    | 30 de març de 2012     |
| Patricio Melero             |                      | 30 de març de 2012     | 10 de maig de 2014     |
| Ernesto Silva Méndez        |                      | 10 de maig de 2014     | 11 de març de 2015     |
| Javier Macaya Interí        |                      | 11 de març de 2015     | 11 d'abril de 2015     |
| Hernán Larraín              |                      | 11 d'abril de 2015     | 7 de gener de 2017     |
| Jacqueline van Rysselberghe |                      | 7 de gener de 2017     | 22 de desembre de 2020 |
| Javier Macaya               |                      | 22 de desembre de 2020 | 23 de juliol de 2024   |
| Guillermo Ramírez           |                      | 23 de juliol de 2024   | en el càrrec           |

### Secretari general
| Nom                        | Foto | Inici                  | Final                  |
| -------------------------- | ---- | ---------------------- | ---------------------- |
| Pablo Longueira            |      | 22 d'octubre de 1988   | 7 de març de 1990      |
| Joaquín Lavín              |      | 7 de març de 1990      | 14 de juliol de 1994   |
| Juan Antonio Coloma        |      | 14 de juliol de 1994   | 1 de juliol de 2006    |
| Darío Paya                 |      | 1 de juliol de 2006    | 5 de juliol de 2008    |
| Víctor Pérez Varela        |      | 5 de juliol de 2008    | 30 de març de 2012     |
| José Antonio Kast          |      | 30 de març de 2012     | 10 de maig de 2014     |
| Javier Macaya              |      | 10 de maig de 2014     | 11 d'abril de 2015     |
| Guillermo Ramírez          |      | 11 d'abril de 2015     | 7 de gener de 2017     |
| Pablo Terrazas             |      | 7 de gener de 2017     | 10 de març de 2018     |
| Issa Kort                  |      | 10 de març de 2018     | 14 de febrer de 2019   |
| Jorge Fuentes              |      | 5 de març de 2019      | 21 d'abril de 2020     |
| Felipe Salaberry           |      | 21 d'abril de 2020     | 22 de desembre de 2020 |
| María José Hoffmann        |      | 22 de desembre de 2020 | 24 de juny de 2024     |
| Juan Antonio Coloma Álamos |      | 24 de juny de 2024     | en el càrrec           |

## Logotips

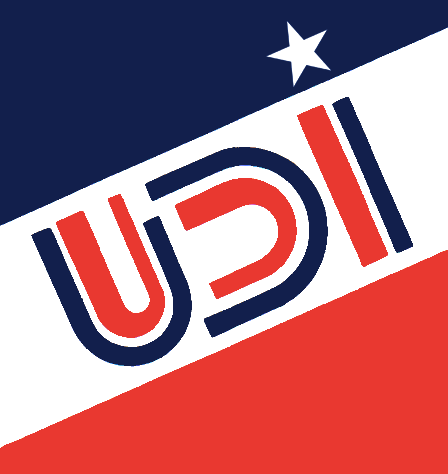
1983-1989
1989-2005
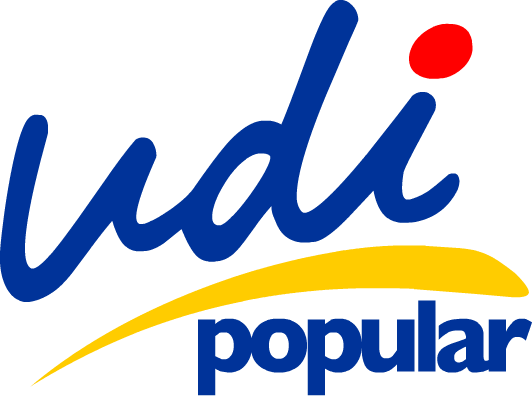
2005-2016
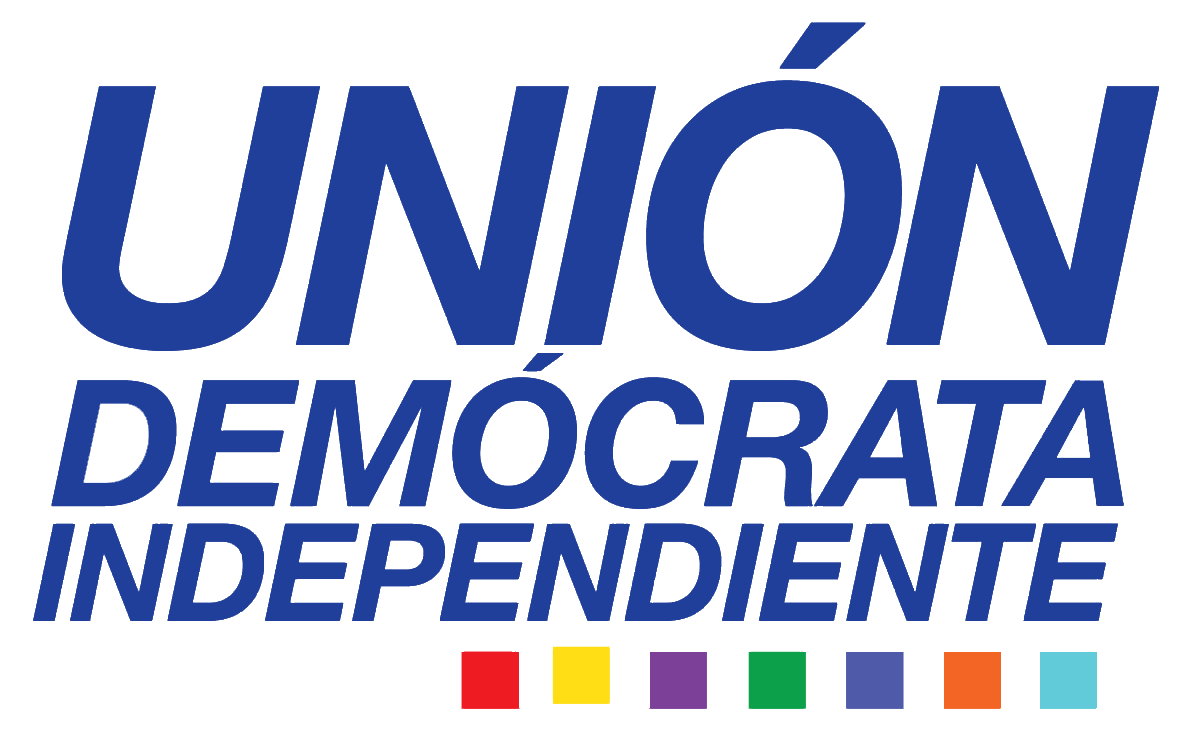
2016-2017
2017-present